# Skørringe Kirke
Skørringe Kirke er en kirke i romansk stil i den lille landsby Vester Skørringe på Lolland. I 1700-tallet blev tårnet formentlig tilføjet.